# Lazaropole

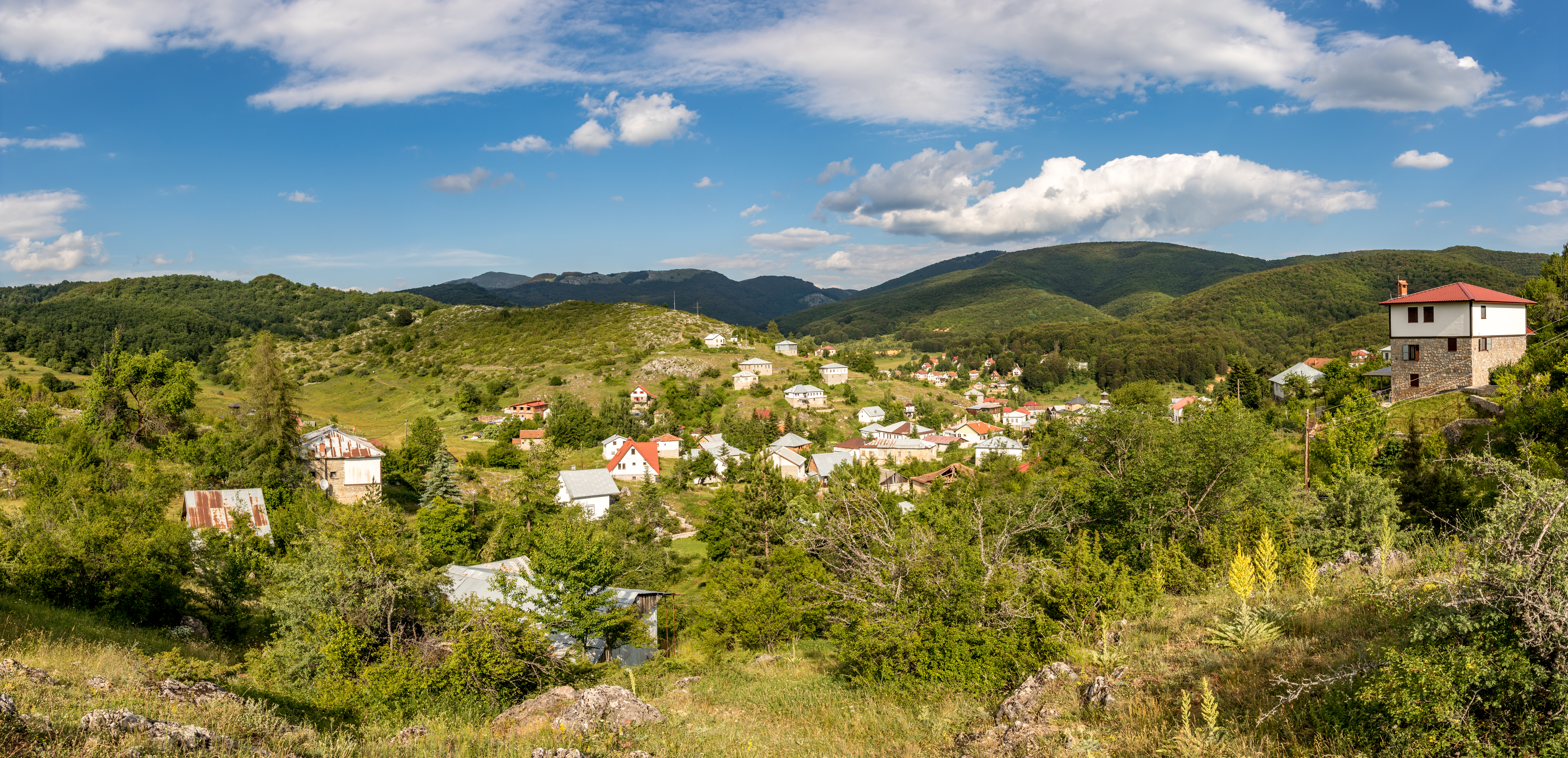
Panoramatický pohled na vesnici

Lazaropole (makedonsky: Лазарополе) je neobydlená vesnice v opštině Mavrovo a Rostuša v Severní Makedonii. Nachází se v Položském regionu. Leží na náhorní plošině hory Bistra a je obklopena bukovým a dubovým lesem. Leží v nadmořské výšce 1350 m n. m. a je tak nejvýše položenou osadou v zemi.
Vesnice je pojmenována po místním středověkém hrdinovi Lazarovi, který podle legendy byl jediným přeživším při osmanských nájezdech na vesnici. Zbytek obyvatel vesnice bylo zabito v jeskyni, kde se před Osmany ukrývali, zatímco Lazar utekl a vybudoval následně nové město.
Ve vesnici se nachází okolo 400 domů. Nejstarší z nich odpovídá stylu, jakým budovali své domy původní obyvatelé, zvaní Mijaci. Vesnice byla rodištěm několika spisovatelů, vzdělanců, učitelů, malířů a stavitelů. Nejvýznamnější je poté Kostel sv. Jiří, který zde byl postaven v roce 1838 a několik menších kostelů, nacházejících se v lesích okolo vesnice.
Ve vesnici má také původ tradiční makedonský tanec Teškoto.

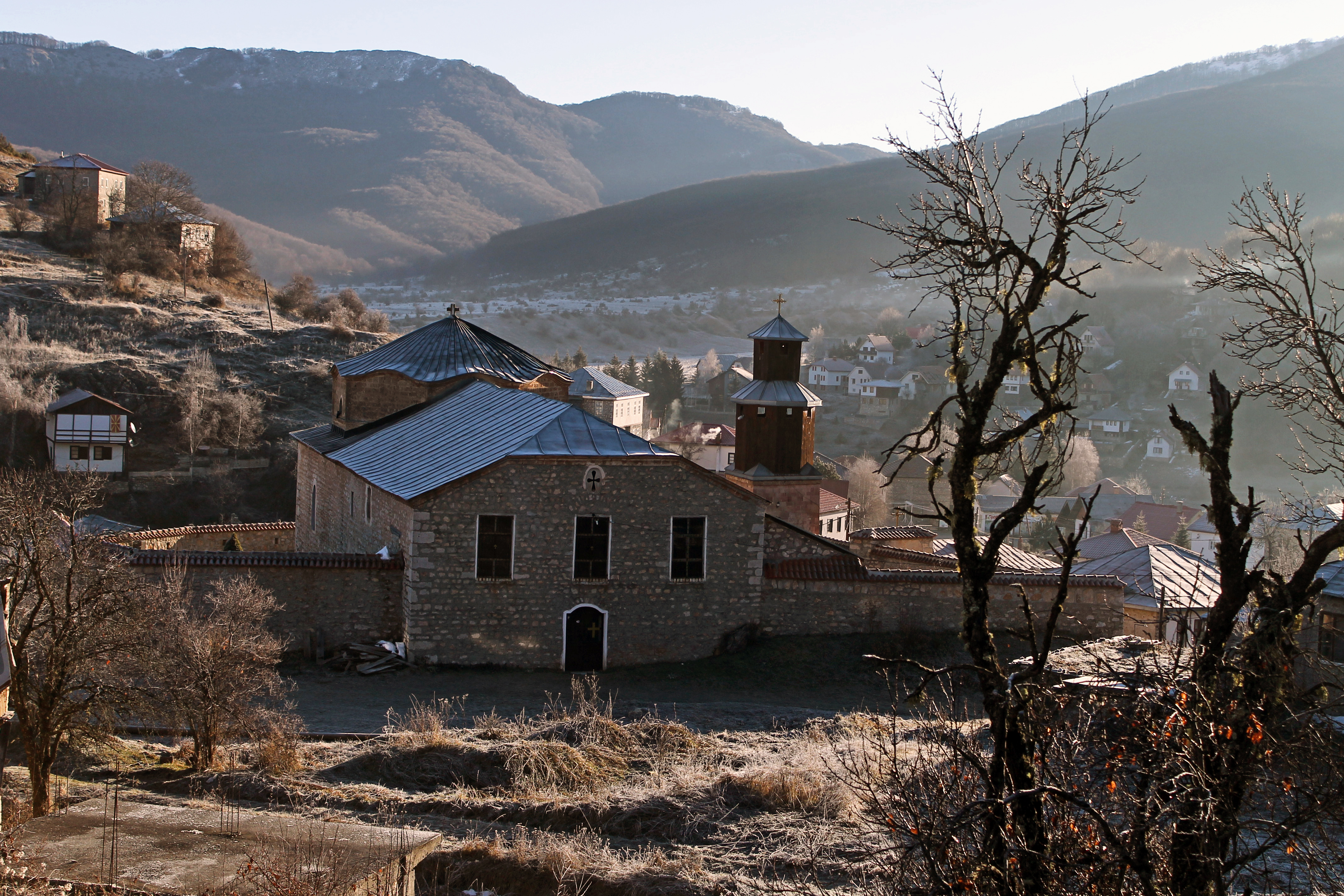
Kostel sv. Jiří z roku 1838

Podle sčítání lidu z roku 2002 ve vesnici nikdo nežije.